# Zhang Jiewen
Zhang Jiewen (张 洁雯, Pinyin: Zhāng Jiéwén; * 4. Januar 1981 in Guangzhou, Provinz Guangdong) ist eine Badmintonspielerin aus der Volksrepublik China.

## Karriere
Zhang nahm für China im Badminton bei Olympia 2004 im Damendoppel mit ihrer Partnerin Yang Wei teil. Sie hatten ein Freilos in der ersten Runde und in der zweiten Runde bezwangen sie Jo Novita und Lita Nurlita aus Indonesien. Im Viertelfinale schlugen Zhang ung Yang Saralee Thungthongkam und Sathinee Chankrachangwong aus Thailand 15:2, 15:4. Sie gewannen das Halbfinale gegen Ra Kyung-min und Lee Kyung-won aus Südkorea mit 15:6, 15:4. Im Finale gegen die chinesischen Landsfrauen Huang Sui und Gao Ling erstarkten Zhang und Yang nach verlorenem ersten Satz, um mit 7:15, 15:4, 15:8 die Goldmedaille zu gewinnen.
Zusammen mit ihrer Partnerin Yang Wei gewann sie in Anaheim 2005 die Konkurrenz im Damendoppel der Individual-WM. Den Titel erkämpften sie sich bei der Badminton-Weltmeisterschaft 2007 erneut.
Im Damendoppelturnier der Olympischen Spiele 2008 in Peking, bei dem Zhang Jiewen und Yang Wei an Position 1 gesetzt waren, verloren sie im Viertelfinale überraschend gegen die japanische Paarung Miyuki Maeda und Satoko Suetsuna. In einer Pressekonferenz danach gab Zhang Jiewen ihr Karriereende und die geplante Hochzeit mit dem Weltklassedoppelspieler Choong Tan Fook aus Malaysia bekannt.

## Sportliche Erfolge
| Saison    | Veranstaltung                    | Disziplin   | Platz | Name                        |
| --------- | -------------------------------- | ----------- | ----- | --------------------------- |
| 1998      | Weltmeisterschaften der Junioren | Damendoppel | 1     | Zhang Jiewen / Xie Xingfang |
| 1999      | Junioren-Asienmeisterschaft      | Damendoppel | 1     | Xie Xingfang / Zhang Jiewen |
| 1999      | China Open                       | Damendoppel | 5     | Wei Yili / Zhang Jiewen     |
| 2000/2001 | Denmark Open                     | Damendoppel | 2     | Zhang Jiewen / Wei Yili     |
| 2001      | Weltmeisterschaft                | Damendoppel | 2     | Zhang Jiewen / Wei Yili     |
| 2001      | Singapur Open                    | Damendoppel | 1     | Zhang Jiewen / Wei Yili     |
| 2001      | China Open                       | Damendoppel | 1     | Zhang Jiewen / Wei Yili     |
| 2001      | All England                      | Damendoppel | 2     | Zhang Jiewen / Wei Yili     |
| 2001      | China Open                       | Mixed       | 5     | Chen Qiqiu / Zhang Jiewen   |
| 2002      | Indonesia Open                   | Damendoppel | 3     | Zhang Jiewen / Wei Yili     |
| 2002      | Japan Open                       | Damendoppel | 3     | Zhang Jiewen / Wei Yili     |
| 2002      | Asienmeisterschaft               | Damendoppel | 1     | Zhang Jiewen / Yang Wei     |
| 2002      | Asienspiele                      | Mixed       | 3     | Chen Qiqiu / Zhang Jiewen   |
| 2002      | All England                      | Damendoppel | 2     | Zhang Jiewen / Wei Yili     |
| 2002      | Japan Open                       | Mixed       | 5     | Zhang Bo / Zhang Jiewen     |
| 2003      | All England                      | Damendoppel | 2     | Yang Wei / Zhang Jiewen     |
| 2003      | Denmark Open                     | Damendoppel | 1     | Yang Wei / Zhang Jiewen     |
| 2003      | Weltmeisterschaft                | Damendoppel | 2     | Zhang Jiewen / Wei Yili     |
| 2003      | Malaysia Open                    | Damendoppel | 1     | Yang Wei / Zhang Jiewen     |
| 2003      | China: Einzelmeisterschaften     | Mixed       | 1     | Chen Qiqiu / Zhang Jiewen   |
| 2003      | China: Einzelmeisterschaften     | Damendoppel | 1     | Zhang Jiewen / Yang Wei     |
| 2003      | China Open                       | Damendoppel | 2     | Yang Wei / Zhang Jiewen     |
| 2003      | Weltmeisterschaft                | Mixed       | 33    | Zheng Bo / Zhang Jiewen     |
| 2003      | Hongkong Open                    | Damendoppel | 2     | Yang Wei / Zhang Jiewen     |
| 2003      | Weltmeisterschaft                | Damendoppel | 5     | Yang Wei / Zhang Jiewen     |
| 2003      | Swiss Open                       | Damendoppel | 1     | Yang Wei / Zhang Jiewen     |
| 2003      | Singapur Open                    | Damendoppel | 1     | Yang Wei / Zhang Jiewen     |
| 2004      | Korea Open                       | Damendoppel | 1     | Yang Wei / Zhang Jiewen     |
| 2004      | Malaysia Open                    | Damendoppel | 1     | Yang Wei / Zhang Jiewen     |
| 2004      | All England                      | Damendoppel | 2     | Yang Wei / Zhang Jiewen     |
| 2004      | Olympia                          | Damendoppel | 1     | Zhang Jiewen / Yang Wei     |
| 2004      | Singapur Open                    | Damendoppel | 1     | Yang Wei / Zhang Jiewen     |
| 2004      | Swiss Open                       | Damendoppel | 2     | Zhang Jiewen / Yang Wei     |
| 2004      | Indonesia Open                   | Damendoppel | 1     | Yang Wei / Zhang Jiewen     |
| 2004      | China Open                       | Damendoppel | 1     | Zhang Jiewen / Yang Wei     |
| 2005      | China Open                       | Damendoppel | 1     | Yang Wei / Zhang Jiewen     |
| 2005      | Hongkong Open                    | Damendoppel | 1     | Yang Wei / Zhang Jiewen     |
| 2005      | Japan Open                       | Damendoppel | 1     | Yang Wei / Zhang Jiewen     |
| 2005      | World Cup                        | Damendoppel | 1     | Yang Wei / Zhang Jiewen     |
| 2005      | Weltmeisterschaft                | Damendoppel | 1     | Yang Wei / Zhang Jiewen     |
| 2005      | Malaysia Open                    | Damendoppel | 1     | Yang Wei / Zhang Jiewen     |
| 2006      | Asienspiele                      | Damendoppel | 2     | Yang Wei / Zhang Jiewen     |
| 2006      | Hongkong Open                    | Damendoppel | 1     | Yang Wei / Zhang Jiewen     |
| 2006      | China Open                       | Damendoppel | 1     | Yang Wei / Zhang Jiewen     |
| 2006      | Weltmeisterschaft                | Damendoppel | 2     | Zhang Jiewen / Wei Yili     |
| 2006      | Korea Open                       | Damendoppel | 1     | Yang Wei / Zhang Jiewen     |
| 2006      | Singapur Open                    | Damendoppel | 1     | Yang Wei / Zhang Jiewen     |
| 2006      | German Open                      | Damendoppel | 1     | Yang Wei / Zhang Jiewen     |
| 2006      | Weltmeisterschaft                | Damendoppel | 3     | Yang Wei / Zhang Jiewen     |
| 2006      | All England                      | Damendoppel | 2     | Yang Wei / Zhang Jiewen     |
| 2007      | Weltmeisterschaft                | Damendoppel | 1     | Yang Wei / Zhang Jiewen     |
| 2007      | German Open                      | Damendoppel | 1     | Yang Wei / Zhang Jiewen     |
| 2007      | All England                      | Damendoppel | 2     | Yang Wei / Zhang Jiewen     |
| 2007      | Bitburger Open                   | Damendoppel | 1     | Yang Wei / Zhang Jiewen     |
| 2007      | Japan Open                       | Damendoppel | 1     | Yang Wei / Zhang Jiewen     |
| 2007      | Denmark Open                     | Damendoppel | 1     | Yang Wei / Zhang Jiewen     |
| 2008      | Malaysia Open                    | Damendoppel | 1     | Yang Wei / Zhang Jiewen     |
| 2008      | Olympia                          | Damendoppel | 5     | Yang Wei / Zhang Jiewen     |
| 2008      | Swiss Open                       | Damendoppel | 1     | Yang Wei / Zhang Jiewen     |
| 2008      | Thailand Open                    | Damendoppel | 1     | Yang Wei / Zhang Jiewen     |
| 2009      | Asienmeisterschaft               | Damendoppel | 3     | Zhang Jiewen / Yang Wei     |
| 2009      | Chinese Taipei Open              | Damendoppel | 1     | Yang Wei / Zhang Jiewen     |
| 2009      | Thailand Open                    | Damendoppel | 1     | Yang Wei / Zhang Jiewen     |